# Desmocladus virgatus
Desmocladus virgatus är en gräsväxtart som först beskrevs av George Bentham, och fick sitt nu gällande namn av Barbara Gillian Briggs och Lawrence Alexander Sidney Johnson. Desmocladus virgatus ingår i släktet Desmocladus och familjen Restionaceae. Inga underarter finns listade i Catalogue of Life.